# Тумул (Усть-Майский улус)
Туму́л (якут. Тумул) — село в Усть-Майском улусе Республики Саха (Якутия) России. Входит в состав Кюпского национального наслега.

## География
Село находится в восточной части Якутии, в пределах восточной части Приленского плато, на левом берегу протоки Бетюке реки Алдан, на расстоянии примерно 70 км (по прямой) к северо-востоку от посёлка городского типа Усть-Мая, административного центра улуса.
Климат
Климат характеризуется как резко континентальный. Средняя температура воздуха самого тёплого месяца (июля) составляет 18 °C; самого холодного (января) — −42,2 °C. Среднегодовое количество атмосферных осадков составляет 302 мм.
Часовой пояс
Село Тумул находится в часовой зоне МСК+6. Смещение применяемого времени относительно UTC составляет +9:00.

## Население
| 2002 | 2010 | 2021 |
| ---- | ---- | ---- |
| 74   | ↘72  | ↘56  |

Половой состав
По данным Всероссийской переписи населения 2010 года, в гендерной структуре населения мужчины составляли 62,5 %, женщины — соответственно 37,5 %.
Национальный состав
Согласно результатам переписи 2002 года, в национальной структуре населения эвенки составляли 57 %, якуты — 35 %.

## Улицы
Уличная сеть села состоит из двух улиц (Западная и Ноторская).

## Инфраструктура
В селе функционируют детский сад, фельдшерский пункт и сельский клуб.